# Parafia Trójcy Przenajświętszej w Komarowie-Osadzie
Parafia Trójcy Przenajświętszej w Komarowie-Osadzie – parafia należąca do dekanatu Tyszowce diecezji zamojsko-lubaczowskiej. 
Parafia została utworzona w 1772, staraniem Jana Miera, starosty tyszowieckiego. Obecny kościół parafialny wybudowany w latach 1904-1911. Mieści się przy ulicy 3 Maja.
Do parafii należą wierni z następujących miejscowości: Antoniówka, Huta Komarowska, Janówka Wschodnia,  Janówka Zachodnia, Komarów Dolny, Komarów Górny, Komarów-Osada, Komarów-Wieś, Krzywystok, Księżostany, Ruszczyzna, Wolica Brzozowa, Wolica Śniatycka.

## Kościoły i kaplice
Na terenie parafii znajdują się:
- Kościół Trójcy Przenajświętszej w Komarowie-Osadzie, powstały w latach 1904-1911[1] lub 1908-1911[2] r. (parafialny)
- Kościół pw. Wniebowzięcia Najświętszej Maryi Panny w Antoniówce, powstały w latach 1979-86[1] (filialny)
- Kościół pw. Matki Boskiej Częstochowskiej w Janówce Zachodniej, powstały w latach 1979-84[1] (filialny)
- Kaplica murowana na cmentarzu w Komarowie-Osadzie, z 1950[2] roku.

### Dawne świątynie parafialne

#### Kaplica z 1750-2 r.
Drewniana kaplica w Komarowie, wzniesiona w 1750 lub 1752 r., zakończyła istnienie w 1765 r. – w jej miejsce zbudowano kolejny kościół. Świątynia była kaplicą filialną ówczesnej parafii Łabunie.

#### Kościół z 1765 r.
Drewniany kościół w Komarowie, zbudowany w 1765 r. w miejsce poprzedniej kaplicy. Był kościołem filialnym ówczesnej parafii Łabunie. W latach 1847–1883 zamknięty ze względu na zły stan techniczny. Pełnił swe funkcje do czasu wybudowania nowego, murowanego kościoła. Istniał zapewne jeszcze w latach 1911-1914. Brak konkretnych danych o dalszym losie - nie dotrwał do XXI wieku.